# Al-Kâmil Sayf ad-Dîn Shaban
Pour les articles homonymes, voir Sayf ad-Dîn.
Al-Kâmil Sayf ad-Dîn Chaban est un sultan mamelouk bahrite d’Égypte en 1345, cinquième fils d’An-Nâsir Muhammad à régner. Son frère Al-Muzaffar Sayf ad-Dîn Hâjjî lui succède en 1346.

## Biographie
En 1345, son frère As-Sâlih `Imâd ad-Dîn Ismâ`îl meurt assassiné. Al-Kâmil Sayf ad-Dîn Shaban lui succède et fait étrangler deux de ses frères avant d’être lui-même assassiné en 1346.